# 존 젠다
존 젠다(John Zenda, 1944년 7월 21일 ~ 1994년 8월 3일)는 미국의 배우, 텔레비전 배우이다.

## 영화
- 뒤로 가는 남과 여 (1989년)
- 범죄와의 전쟁 (1988년)
- 배드 보이즈 (1983년)
- 할로윈 2 - 저주받은 병실 (1981년)
- 챔피언 (1978년)
- 두 얼굴의 사나이 - 시리즈 (1978년)
- 하와이 5-0수사대 (1968년)